# Absolutely Fabulous (Pet Shop Boys)
Absolutely Fabulous è una canzone scritta e prodotta dai Pet Shop Boys nel 1994 come singolo di beneficenza per la Comic Relief. La canzone è basata sulla popolare serie televisiva inglese omonima e contiene svariati campionamenti di diverse puntate della serie. Il singolo debuttò in 2ª posizione in Australia, la posizione più alta mai raggiunta dai Pet Shop Boys nelle classifiche australiane, e in Nuova Zelanda. Fu un successo anche in madrepatria dove si piazzò al 6º posto e nella classifica dance americana si classificò alla posizione numero 7.
Anche il videoclip del brano contiene diversi frammenti dello show, con qualche apparizione delle protagoniste assieme ai Pet Shop Boys. Una delle due protagoniste, Jennifer Saunders, andò negli studio di registrazione per incidere due nuove frasi da usare nella canzone ("techno, techno bloody techno" e "it's the bloody Pet Shop Boys sweetie"). Neil Tennant dichiarò che "il duo è un grande fan del programma e che erano entusiasti all'idea di produrre un brano simile. Durante la lavorazione del brano ci siamo divertiti molto".
Per promuovere l'uscita del singolo, i Pet Shop Boys inclusero la versione remixata del brano (il "Our Tribe Tongue-In-Cheek Mix") nel loro album-remix  Disco 2 che uscì nel mese di settembre.

## Tracce

### UK CD da 4 brani: Parlophone
1. "Absolutely Fabulous" (7" Mix)
2. "Absolutely Fabulous" (Our Tribe Tongue-In-Cheek Mix)
3. "Absolutely Dubulous"
4. "Absolutely Fabulous" (Dull Soulless Dance Music Mix)

### UK CD single/CDRS 6382
1. "Absolutely Fabulous" (7" Mix)
2. "Absolutely Fabulous" (Our Tribe Tongue-In-Cheek Mix)
3. "Absolutely Dubulous"
4. "This Wheel's on Fire"*

- Il brano This Wheel's on Fire è la colonna sonora della serie televisiva, brano non composto dai Pet Shop Boys[4]

### UK cassette
1. "Absolutely Fabulous" (7" mix)
2. "Absolutely Fabulous" (Dull Soulless Dance Music Mix)

## Posizioni in classifica
| Nazione(1994)                      | Posizione |
| ---------------------------------- | --------- |
| Regno Unito                        | 6         |
| U.S. Billboard Hot Dance Club Play | 7         |
| Australia                          | 2         |
| Nuova Zelanda                      | 2         |
| Svezia                             | 36        |

## Curiosità
Nel 2013 il sito della prestigiosa etichetta discografica Virgin stillò la sua classifica dei migliori 20 singoli pubblicati per beneficenza fra i quali vi è anche incluso Absolutely Fabulous che compare in 12ª posizione.